# Fleur Jaeggy
Fleur Jaeggy, née à Zurich le 31 juillet 1940, est une écrivaine suisse de langue italienne.

## Biographie
Après avoir passé son enfance et son adolescence dans différents pensionnats suisses, elle s'installe à Rome dans les années 1960. Là, elle devient une amie proche de l'écrivain autrichienne Ingeborg Bachmann et fait la connaissance de quelques-uns des écrivains majeurs de l'époque tels que Thomas Bernhard.
Depuis 1968, elle vit à Milan où elle commence sa collaboration avec la maison d'édition Adelphi. Le succès lui vient avec I beati anni del castigo, récompensé par le prix Bagutta en 1990.
À son activité de narratrice, elle ajoute celles de traductrice et d'essayiste. Elle traduit ainsi Marcel Schwob, Thomas de Quincey, Robert Schumann et écrit sur John Keats et Robert Walser.
Ses romans sont traduits en dix-huit langues.
Elle écrit également pour le théâtre : Un tram che si chiama Tallulah est représenté en 1975 au Festival dei due mondi de Spolète (dirigé par Giorgio Marini) et en 1984 à Lugano par le Teatro La Maschera, dirigé par Alberto Canetta.
En musique, elle collabore par des textes avec Franco Battiato, en utilisant souvent le pseudonyme de Carlotta Wieck.
Proleterka a été élu livre de l'année 2003 par le Times Literary Supplement.

En 2025, elle reçoit le Grand prix suisse de littérature décerné par l'Office fédéral de la culture.
Fleur Jaeggy est l'épouse de l'écrivain et éditeur Roberto Calasso.

## Œuvres traduites en français
- Les années bienheureuses du châtiment, [« I beati anni del castigo »], trad. de Jean-Paul Manganaro, Paris, Éditions Gallimard, coll. « Du monde entier », 1992, 104 p.  (ISBN 2-07-072415-8)[2]
- La peur du ciel, [« La paura del cielo »], trad. de Jean-Paul Manganaro, Paris, Éditions Gallimard, coll. « Du monde entier », 1997, 110 p.  (ISBN 2-07-074307-1) (OCLC 37340184)[3]
- Proleterka, [« Proleterka »], trad. de Jean-Paul Manganaro, Paris, Éditions Gallimard, coll. « Du monde entier », 2003, 132 p.  (ISBN 2-07-076704-3)[4]

- Prix Viareggio 2002

## Sources
- (it) Cet article est partiellement ou en totalité issu de l’article de Wikipédia en italien intitulé « Fleur Jaeggy » (voir la liste des auteurs).
- Notices d'autorité :   - VIAF
  - ISNI
  - BnF (données)
  - IdRef
  - LCCN
  - GND
  - Italie
  - CiNii
  - Espagne
  - Pays-Bas
  - Pologne
  - Israël
  - NUKAT
  - Catalogne
  - Australie
  - Norvège
  - Croatie
  - Tchéquie
  - WorldCat